# Jules Harlow
Rabino Jules Harlow (Sioux City, 28 de Junho de 1931 – 12 de fevereiro de 2024) foi um rabino e liturgista judaico.

## Vida e obra
Filho de Henry e Lena Lipman Harlow, em 1952 na Morningside College em Sioux City ganhou uma bolsa de estudo que lhe permitiu estudar no Jewish Theological Seminary of America em Nova Iorque, onde foi ordenado como rabino em 1959. Tornou-se então um membro da Rabbinical Assembly, o corpo organizado de rabinos no judaísmo conservador. 
Cedo começou o seu trabalho como liturgista no comité de Livros de Rezas da Rabbinical Assembly, trabalhando com o rabino Gershon Hadas em novos siddurim (livros de rezas judaicos) para uso em congregações conservadoras. Tendo como editor o rabino Hadas, teve sucesso na publicação do Weekday Prayer Book, em 1961. Assumiu um papel ainda mais importante ao trabalhar no Machzor (livro de rezas para Rosh Hashaná, Yom Kipur e outras festas) do movimento  conservador,  publicado em 1972. Tornou-se então o liturgista principal do movimento  e foi editor do pioneiro Siddur Sim Shalom, em 1985. 

### Retorno dos B'nei anussim
Esteve directamente ligado ao trabalho de retorno ao judaísmo dos B'nei anussim (criptojudeus) portugueses, que esperavam havia vários anos por uma solução haláchica para o seu estatuto, que seria definido pelo Rabbanut ortodoxo e pelas organizações de retorno, como a Amishav e Shavei Israel. Afinal foi o movimento conservador Masorti, através do rabino Jules Harlow e de sua esposa Navah Harlow, que encontrou a solução para os B'nei anussim se apresentarem diante do Beit Din (tribunal haláchico) e voltarem à religião dos seus ancestrais,  e uma nova congregação (Kehilat Beit Israel)foi fundada em Lisboa, a primeira sinagoga não ortodoxa de Portugal.

## Morte
Harlow morreu no dia 12 de fevereiro de 2024, aos 92 anos.